# Lutjanus bohar
Lutjanus bohar is een grote soort snapper van het geslacht Lutjanus. Jonge exemplaren hebben twee witte stippen op de rugvin. Lengte tot 80 cm. In sommige oceanen zoals het westelijk deel van de Stille Oceaan zijn deze vissen giftig, en kunnen zij ciguatera veroorzaken.
Een opvallend kenmerk van deze vissen is dat volwassen exemplaren grote scholen vormen bij het leggen van eieren. Dergelijke groepen kunnen uit vele honderden exemplaren bestaan. Vaak zwemmen daarbij alle vissen in de school in eenzelfde richting. Schoolvorming voor het leggen van eieren is seizoensgebonden, en vormt een vast patroon. Soms vindt het op een nabijgelegen locatie plaats. De vissen verzamelen zich dan aan het eind van de dag dicht bij de wand van een koraalrif. In andere gevallen leggen zij eerst grote afstanden af om de vaste broedplaatsen te bereiken. Door dit voorspelbare gedrag vormen de vissen ook een dankbare prooi voor vissers. In sommige gebieden zoals het onderwaterpark van Ras Mohammed aan de zuidrand van de Sinaïwoestijn in Egypte zijn deze vissen echter beschermd.